# Charles-Édouard Naundorff
Pour les articles homonymes, voir Naundorff et Charles X.
Ne doit pas être confondu avec Charles Naundorff, Charles Louis Naundorff ou Charles-Edmond Naundorff.
Succession
Prétendant aux trônes de France et de Navarre
10 août 1845 – 31 janvier 1866
(20 ans, 5 mois et 21 jours)
Charles-Édouard Naundorff, dit aussi Charles-Édouard de Bourbon, né le 23 juillet 1821 à Spandau (province de Brandebourg, royaume de Prusse) et mort le 31 janvier 1866 à Bréda (Pays-Bas), est un prétendant naundorffiste au trône de France, sous le nom de Charles X, en tant que fils de Karl-Wilhelm Naundorff, le plus célèbre de ceux qui, au XIXe siècle, prétendirent être le dauphin Louis XVII, fils du roi Louis XVI et de Marie-Antoinette d'Autriche, officiellement mort à la Tour du Temple.

## Famille
Charles-Édouard Naundorff est né le 23 juillet 1821 à Spandau, de Karl-Wilhelm Naundorff (1785-1845) et de Jeanne Einert (1803-1888)[réf. nécessaire].
Sans alliance ni postérité, sa succession revient à sa mort à son frère Louis-Charles de Bourbon (Charles XI) (1831-1899)[réf. nécessaire].

## Biographie
Il est élève à l'école royale des cadets de Dresde (Saxe). À la mort de son père Karl-Wilhelm Naundorff en 1845, il prend le nom de Charles X[réf. nécessaire].
Le 7 janvier 1846, il est nommé par Guillaume II des Pays-Bas directeur l'atelier de pyrotechnie militaire à Delft. Il assumera cette fonction jusqu'en 1847[réf. nécessaire].

## Armoiries
| Blason | Blasonnement : D'azur à un sacré-cœur de gueules accompagné de trois fleurs de lys d'or. Commentaires : En 1879, Louis-Charles de Bourbon (« Charles XI ») (1831-1899) et sa sœur Amélie (1819-1891) décident de porter le Sacré-Cœur en « abîme » sur l'écu traditionnel des rois de France aux trois fleurs de lys. |